# Coline Varcin
Coline Varcin (Échirolles, 28 gennaio 1993) è un'ex biatleta francese.

## Biografia
Coline Varcin, residente a Chambéry e attiva dalla stagione 2009-2010, in Coppa del Mondo ha esordito il 10 gennaio 2014 a Ruhpolding in individuale (86ª) e ha ottenuto l'unico podio il 15 febbraio 2015 a Oslo Holmenkollen in staffetta (3ª); ai successivi Mondiali di Kontiolahti 2015, sua unica presenza iridata, si è classificata 55ª nell'individuale e 52ª nella sprint.
Ha preso per l'ultima volta il via in Coppa del Mondo il 23 gennaio 2016 ad Anterselva in inseguimento (36ª) e si è ritirata durante la stagione 2017-2018: la sua ultima gara in carriera è stata la staffetta mista di IBU Cup disputata il 17 dicembre a Obertilliach, chiusa dalla Varcin al 3º posto. Non ha preso parte a rassegne olimpiche.

## Palmarès

### Mondiali giovanili
- 1 medaglia:
  - 1 bronzo (staffetta a Nové Město 2011)

### Coppa del Mondo
- Miglior piazzamento in classifica generale: 56ª nel 2015
- 1 podio (a squadre):
  - 1 terzo posto